# All Hope Is Gone World Tour
All Hope Is Gone World Tour fue una serie de conciertos realizada por Slipknot en 2008 y 2009 en apoyo de su cuarto álbum de estudio, "All Hope Is Gone". La gira constó de nueve etapas y tuvo lugar en Estados Unidos, Canadá, Japón, Australia, Nueva Zelanda y Europa. La gira comenzó con el Mayhem Festival en 2008.
Lawrence Upton fue el director de la gira, Philippe Vachon actuó como programador y codirector de iluminación, y Dave Watson como diseñador de iluminación. Se utilizaron equipos como unidades led y estroboscopios Martin Atomic 3000 en la estructura, y en lugar de un servidor de medios, se utilizó la consola de mezcla GrandMA de MA Lighting. David "Shirt" Nicholls se desempeñó como mezclador de audio, trabajando con la consola de mezcla digital.
Slipknot encabezó cada actuación durante toda la gira, compartiendo a veces el estatus de cabeza de cartel en festivales. Los actos de apertura a lo largo de la gira incluyeron a Disturbed, DragonForce, Mastodon, Machine Head, Children of Bodom, Coheed and Cambria, Trivium, 3 Inches of Blood, DevilDriver, The Black Dahlia Murder y Sydonia. La gira consistió en nueve etapas y 153 shows, comenzando el 9 de julio de 2008 y finalizando el 31 de octubre de 2009. Esta también fue la última gira de Slipknot con su formación original completa, incluyendo al bajista Paul Gray, quien falleció el 24 de mayo de 2010.
El turntablista Sid Wilson se rompió ambos talones después de saltar desde una zona elevada del escenario y caer incorrectamente. A pesar de esto, él participó en todas las fechas de la gira, en una silla de ruedas. El baterista Joey Jordison sufrió un tobillo fracturado, lo que causó la cancelación de cuatro conciertos. Hacia el final de una etapa, Fehn dejó la gira debido a una muerte en su familia, lo que lo obligó a perderse los dos últimos conciertos de la etapa en España. Shawn Crahan también dejó la parte canadiense de la gira para regresar a su hogar con su familia.

## Mayhem Festival
Slipknot comenzó su gira en el primer festival Mayhem, un festival de música fundado por Kevin Lyman y John Reese. Durante la fecha de apertura del Mayhem Festival 2008, el 9 de julio en Auburn, Washington, el turntablista Sid Wilson se rompió ambos talones después de saltar desde una zona elevada del escenario y caer incorrectamente. A pesar de la lesión, prometió actuar en todas las fechas de la gira en una silla de ruedas. Wilson regresó a la banda, en una silla de ruedas y con ambas piernas enyesadas, en la segunda fecha del festival en Mountain View, California; sin embargo, en algunas ocasiones actuó sin la silla de ruedas.
La segunda fecha del Mayhem Festival en Marysville, California, el 11 de julio, se reprogramó para el 14 de julio debido a incendios forestales en la zona.

### Fechas
| Norteamérica         |                   |                |                                         |
| 9 de julio de 2008   | Auburn            | Estados Unidos | White River Amphitheatre                |
| 11 de julio de 2008  | Wheatland         | Estados Unidos | Toyota Amphitheatre                     |
| 12 de julio de 2008  | Mountain View     | Estados Unidos | Shoreline Amphitheatre                  |
| 13 de julio de 2008  | San Bernardino    | Estados Unidos | Anfiteatro San Manuel                   |
| 14 de julio de 2008  | Wheatland         | Estados Unidos | Toyota Amphitheatre                     |
| 15 de julio de 2008  | Fresno            | Estados Unidos | Save Mart Center                        |
| 16 de julio de 2008  | Chula Vista       | Estados Unidos | North Island Credit Union Amphitheatre  |
| 18 de julio de 2008  | Phoenix           | Estados Unidos | Talking Stick Resort Amphitheatre       |
| 19 de julio de 2008  | Albuquerque       | Estados Unidos | Isleta Amphitheater                     |
| 20 de julio de 2008  | Greenwood Village | Estados Unidos | Fiddler's Green Amphitheatre            |
| 22 de julio de 2008  | Bonner Springs    | Estados Unidos | Sandstone Amphitheater                  |
| 23 de julio de 2008  | Maryland Heights  | Estados Unidos | Hollywood Casino Amphitheatre           |
| 25 de julio de 2008  | Dallas            | Estados Unidos | Dos Equis Pavilion                      |
| 26 de julio de 2008  | Selma             | Estados Unidos | Real Life Amphitheater                  |
| 27 de julio de 2008  | Houston           | Estados Unidos | Sam Houston Race Park                   |
| 29 de julio de 2008  | Tampa             | Estados Unidos | MidFlorida Credit Union Amphitheatre    |
| 30 de julio de 2008  | West Palm Beach   | Estados Unidos | iTHINK Financial Amphitheatre           |
| 1 de agosto de 2008  | Virginia Beach    | Estados Unidos | Veterans United Home Loans Amphitheater |
| 2 de agosto de 2008  | Burgettstown      | Estados Unidos | The Pavilion at Star Lake               |
| 3 de agosto de 2008  | Scranton          | Estados Unidos | The Pavilion                            |
| 5 de agosto de 2008  | Mansfield         | Estados Unidos | Xfinity Center                          |
| 6 de agosto de 2008  | Uniondale         | Estados Unidos | Nassau Veterans Memorial Coliseum       |
| 8 de agosto de 2008  | Toronto           | Canadá         | Downsview Park                          |
| 9 de agosto de 2008  | Clarkston         | Estados Unidos | Pine Knob Music Theatre                 |
| 10 de agosto de 2008 | Tinley Park       | Estados Unidos | Credit Union 1 Amphitheatre             |
| 12 de agosto de 2008 | Atlanta           | Estados Unidos | Cellairis Amphitheatre                  |
| 13 de agosto de 2008 | Noblesville       | Estados Unidos | Ruoff Music Center                      |
| 15 de agosto de 2008 | Camden            | Estados Unidos | Freedom Mortgage Pavilion               |
| 16 de agosto de 2008 | Hartford          | Estados Unidos | Xfinity Theatre                         |
| 17 de agosto de 2008 | Bristow           | Estados Unidos | Jiffy Lube Live                         |
| 18 de agosto de 2008 | Corfu             | Estados Unidos | Six Flags Darien Lake                   |

## Fechas europeas canceladas
Al final del Mayhem Festival de 2008, el baterista Joey Jordison se rompió el tobillo. Durante una entrevista con Drummer, Jordison explicó que la lesión ocurrió cuando él y un amigo estaban "jugando y luchando un poco entre ellos" una tarde, y Jordison tropezó y torció su tobillo. A pesar de la lesión, Jordison todavía podía caminar y tocó al día siguiente. Sin embargo, durante una larga sección de doble pedal en "The Blister Exists", sintió un "chasquido" en su tobillo. Un médico confirmó que se había roto el tobillo y sugirió una cirugía. Jordison continuó tocando con el tobillo roto hasta que la banda terminó el Mayhem Festival. Después del festival, le dijeron a Jordison que si seguía tocando, podría dañar permanentemente su capacidad para caminar. Como resultado, Slipknot se vio obligado a cancelar sus presentaciones en festivales europeos debido a la lesión.
El 22 de agosto, en el Festival de Leeds, durante la actuación de Dropkick Murphys, un avión voló sobre la multitud al aire libre anunciando entradas para las fechas del Reino Unido de Slipknot en diciembre. Descontentos con el hecho de que la banda se hubiera retirado del festival, la multitud comenzó a abuchear el anuncio publicitario.

### Fechas
| Reino Unido          |              |            |                             |
| 22 de agosto de 2008 | Leeds        | Inglaterra | Festival de Reading y Leeds |
| 24 de agosto de 2008 | Reading      | Inglaterra | Festival de Reading y Leeds |
| 26 de agosto de 2008 | París        | Francia    | Le Trabendo                 |
| 27 de agosto de 2008 | Hamburgo     | Alemania   | Grosse Freiheit 36          |
| 29 de agosto de 2008 | Wiesen       | Austria    | Ewean Festival              |
| 31 de agosto de 2008 | Lüdinghausen | Alemania   | Area 4 Festival             |

## Fechas en Japón
Durante una entrevista previa a la etapa japonesa de la gira, el percusionista Shawn Crahan habló sobre la diferencia entre las audiencias japonesas y las audiencias occidentales. Cuando le preguntaron si creía que los fanáticos japoneses eran menos intensos, él dijo que es una cuestión de opinión para las bandas y que cuando Slipknot toca, "es casi aterrador lo entregados que están". Sin embargo, señaló que entre canciones puede ser "muy incómodo" porque la multitud está casi en silencio, mientras que la banda está acostumbrada a una recepción más enérgica.
| Japón                 |        |       |                    |
| 8 de octubre de 2008  | Nagoya | Japón | Zepp               |
| 10 de octubre de 2008 | Tokio  | Japón | AgeHa              |
| 11 de octubre de 2008 | Tokio  | Japón | AgeHa              |
| 14 de octubre de 2008 | Osaka  | Japón | Zepp               |
| 15 de octubre de 2008 | Osaka  | Japón | Zepp               |
| 16 de octubre de 2008 | Sendai | Japón | Zepp               |
| 18 de octubre de 2008 | Tokio  | Japón | Loud Park Festival |

## Fechas en Australia y Nueva Zelanda
La etapa australiana de la gira mundial "All Hope Is Gone" fue la primera vez que Slipknot pudo llevar lo que el percusionista Shawn Crahan describió como "el verdadero escenario, el auténtico espectáculo" a la audiencia australiana. La banda viajó con más de 11 toneladas de equipo, incluyendo elevadores de batería hidráulicos, plataformas para percusionistas, pirotecnia, iluminación y montajes escénicos. Durante una entrevista previa al primer concierto de esta etapa, el vocalista Corey Taylor reveló que se había torcido el pulgar el día anterior mientras practicaba paracaidismo; sin embargo, la lesión no le impidió actuar.
| Australia/Nueva Zelanda |               |               |                       |
| 22 de octubre de 2008   | Auckland      | Nueva Zelanda | Trusts Stadium        |
| 24 de octubre de 2008   | Brisbane      | Australia     | Riverstage            |
| 26 de octubre de 2008   | Sídney        | Australia     | Qudos Bank Arena      |
| 27 de octubre de 2008   | Melbourne     | Australia     | Rod Laver Arena       |
| 28 de octubre de 2008   | Adelaida      | Australia     | Adelaide Showground   |
| 29 de octubre de 2008   | Central Coast | Australia     | Estadio Central Coast |
| 30 de octubre de 2008   | Perth         | Australia     | Robinson Pavilion     |

## Fechas en Europa
La fecha de apertura de la etapa europea de la gira sería la primera vez en la historia de Slipknot que se presentarían en Israel, pero debido a "súbitos conflictos personales y familiares", la banda canceló su actuación. La banda afirmó que se presentarán en Israel en el futuro. La aparición de la banda en Moscú marcó la primera actuación de Slipknot en Rusia. En una entrevista con Kerrang! antes de sus actuaciones en el Reino Unido, el percusionista Crahan expresó emoción por las fechas próximas, diciendo: "Siempre ha existido un profundo amor y cariño entre los fans británicos y nosotros".
Machine Head no se presentó en Copenhague el 13 de noviembre debido a una "grave infección de garganta y bronquial" del cantante Robb Flynn. El 12 de diciembre, en Sheffield, el guitarrista de Machine Head, Phil Demmel, colapsó en el escenario durante su penúltima canción, lo que llevó a su banda a cancelar sus actuaciones en las dos últimas fechas de la etapa europea.
La actuación de Slipknot en Londres el 3 de diciembre de 2008 fue grabada para la serie "World Stage" de MTV y se emitió el 13 de marzo de 2009 en el Reino Unido. También estuvo disponible en más de 160 países.
| Europa                  |                    |              |                                |
| 2 de noviembre de 2008  | Tel Aviv           | Israel       | Expo Tel Aviv                  |
| 5 de noviembre de 2008  | Moscú              | Rusia        | Estadio Olimpiski              |
| 7 de noviembre de 2008  | Helsinki           | Finlandia    | Helsinki Ice Hall              |
| 8 de noviembre de 2008  | Tampere            | Finlandia    | Tampere Ice Stadium            |
| 10 de noviembre de 2008 | Oslo               | Noruega      | Oslo Spektrum                  |
| 12 de noviembre de 2008 | Estocolmo          | Suecia       | Hovet                          |
| 13 de noviembre de 2008 | Copenhague         | Dinamarca    | K.B. Hallen                    |
| 15 de noviembre de 2008 | Berlín             | Alemania     | Treptow Arena                  |
| 17 de noviembre de 2008 | Winterthur         | Suiza        | Eishalle Deutweg               |
| 18 de noviembre de 2008 | Milán              | Italia       | Palasharp                      |
| 20 de noviembre de 2008 | Ámsterdam          | Países Bajos | AFAS Live                      |
| 21 de noviembre de 2008 | París              | Francia      | Le Zénith                      |
| 22 de noviembre de 2008 | París              | Francia      | Le Zénith                      |
| 24 de noviembre de 2008 | Düsseldorf         | Alemania     | Mitsubishi Electric Halle      |
| 25 de noviembre de 2008 | Offenbach del Meno | Alemania     | Stadthalle Offenbach           |
| 26 de noviembre de 2008 | Stuttgart          | Alemania     | Pabellón Hanns Martin Schleyer |
| 28 de noviembre de 2008 | Viena              | Austria      | Wiener Stadthalle              |
| 29 de noviembre de 2008 | Múnich             | Alemania     | Zenith                         |
| 1 de diciembre de 2008  | Londres            | Inglaterra   | Hammersmith Apollo             |
| 2 de diciembre de 2008  | Londres            | Inglaterra   | Hammersmith Apollo             |
| 3 de diciembre de 2008  | Londres            | Inglaterra   | Hammersmith Apollo             |
| 5 de diciembre de 2008  | Cardiff            | Gales        | Cardiff International Arena    |
| 7 de diciembre de 2008  | Birmingham         | Inglaterra   | Utilita Arena Birmingham       |
| 8 de diciembre de 2008  | Glasgow            | Inglaterra   | SEC Centre                     |
| 9 de diciembre de 2008  | Mánchester         | Inglaterra   | Manchester Arena               |
| 11 de diciembre de 2008 | Newcastle          | Inglaterra   | Utilita Arena Newcastle        |
| 12 de diciembre de 2008 | Sheffield          | Inglaterra   | Sheffield Arena                |
| 14 de diciembre de 2008 | Amberes            | Bélgica      | Lotto Arena                    |
| 15 de diciembre de 2008 | Esch-sur-Alzette   | Luxemburgo   | Rockhal                        |

## Segunda etapa en Estados Unidos
Durante una entrevista con The Pulse of Radio, el vocalista Taylor mencionó que Slipknot cambiaría su escenario para la etapa de arenas en Estados Unidos. "Nos alejaremos de la pirotecnia. Esta vez vamos a ser mucho más visuales. Vamos a incorporar mucho video", dijo. Explicó que siempre intentan hacer algo diferente: "Aún después de diez años, hay personas que nos siguen viendo, y solo queremos ofrecer algo especial". En el primer espectáculo de esta etapa, el percusionista Crahan debutó con una nueva máscara que era significativamente diferente a la que llevaba durante la gira de 2008.
Durante su presentación el 25 de enero en Council Bluffs, Iowa, un miembro del público colapsó debido a un ataque al corazón y posteriormente fue declarado muerto en el hospital.
| Estados Unidos      |            |                |                    |
| 23 de enero de 2009 | Saint Paul | Estados Unidos | Xcel Energy Center |

## Fechas en Canadá
El percusionista Shawn Crahan abandonó la gira para regresar a casa después de actuar en la fecha de apertura de la etapa canadiense de la gira. Slipknot continuó la gira sin él. Mientras se dirigían a la audiencia durante su concierto del 1 de mayo de 2009 en Toronto, Taylor explicó que la ausencia de Crahan se debía a "una situación muy terrible, terrible que está ocurriendo en la familia de Crahan." La banda más tarde declaró que la ausencia de Crahan se debió al fallecimiento de su madre.
| Canadá              |        |        |                         |
| 28 de abril de 2009 | Quebec | Canadá | Pabellón de la Jeunesse |

## Tercera etapa en Estados Unidos
Después de perderse seis conciertos debido a la muerte de su madre, el percusionista Shawn Crahan regresó a la gira. Su primera aparición desde el 28 de abril de 2009 fue en Oklahoma City el 8 de mayo de 2009.
| Estados Unidos      |              |                |                 |
| 28 de abril de 2009 | Grand Rapids | Estados Unidos | Van Andel Arena |

## Segunda etapa en Europa
La presentación de Slipknot el 13 de junio de 2009 en el Download Festival fue transmitida en vivo por internet, junto con otras actuaciones que tuvieron lugar en el festival. Durante una entrevista previa a su actuación el 20 de junio de 2009 en los Países Bajos, el percusionista Chris Fehn reveló que sospechaba haberse fracturado la mano. No mencionó cuándo ocurrió la lesión, pero explicó: "Perdí una baqueta durante un concierto y me puse un poco furioso". Hacia el final de la etapa, Fehn dejó la gira debido a una "trágica muerte en su familia", lo que lo obligó a perderse las dos últimas fechas en España. Además, Sid Wilson estuvo ausente en el show de Rock Am Ring.
| Europa             |             |          |              |
| 6 de junio de 2009 | Nürburgring | Alemania | Rock Am Ring |

## Fechas canceladas en Estados Unidos
Inicialmente, Anthrax fue anunciado como la banda principal de apoyo en esta etapa de la gira. Sin embargo, debido a la partida del vocalista Dan Nelson, Anthrax se vio obligado a cancelar la mayoría de sus fechas de gira, incluyendo todas las fechas de esta gira.
El 9 de septiembre de 2009, Slipknot tenía planeado conmemorar el décimo aniversario de su álbum debut "Slipknot" organizando un festival de un día en su ciudad natal. Slipknot sería el cabeza de cartel del festival, que contaría con dos escenarios, siendo el segundo escenario para bandas locales. Sin embargo, el festival fue cancelado poco después de ser anunciado, por razones desconocidas.
El 22 de agosto de 2009, Slipknot canceló su presentación en el evento KISW Pain In The Grass debido a que Jordison fue llevado de urgencia al hospital horas antes de que comenzara su presentación programada. A pesar de planear regresar para la siguiente fecha en Kennewick, Washington, Slipknot nuevamente canceló su presentación horas antes de su actuación. Slipknot también canceló las fechas restantes de la gira debido a la salud de Jordison, prometiendo reprogramar las primeras dos fechas.

## Últimas fechas en Estados Unidos y Canadá
Como previamente prometido por la banda, Slipknot reprogramó sus primeras apariciones canceladas en Washington de agosto, brindando a todos los titulares de boletos anteriores la oportunidad de asistir.
| Estados Unidos y Canadá |        |                |                          |
| 10 de octubre de 2009   | Auburn | Estados Unidos | White River Amphitheatre |